# Karl-Heinz Klingebiel
Karl-Heinz Klingebiel ist ein deutscher Sozialpädagoge und Autor. Er wohnt in Bassum-Nordwohlde.

## Leben und Wirken
Zusammen mit seiner Frau Ruzena gründete Karl-Heinz Klingebiel 1988 den Bundesverband Kleinwüchsige Menschen und ihre Familien (BKMF). Im Jahre 2004 war er aktiv bei der Gründung des Allianz Chronischer Seltener Erkrankungen (ACHSE) e. V. beteiligt. Diese ist ein Netzwerk von Patientenorganisationen von Menschen mit (chronischen) seltenen Erkrankungen und ihren Angehörigen.
Im Jahr 2006 wurde Klingebiel mit dem Bundesverdienstkreuz (Verdienstkreuz am Bande) ausgezeichnet.

## Auszeichnungen
- 2006: Bundesverdienstkreuz (Verdienstkreuz am Bande)[3]

## Schriften
- mit Klaus Mohnike, Bernhard Zabel: Achondroplasie und Hypochondroplasie. ABW Wissenschaftsverlag, Berlin 2001
- mit Hartmut A. Wollmann: Intrauterine Wachstumsretardierung und Silver-Russell-Syndrom. Palatium-Verlag, Mannheim 2002, ISBN 3-920671-45-7
- mit Klaus Mohnike: Familiäre hypophosphatämische Rachitis. Diagnostik, Betreuung und Langzeitkonsequenzen. ABW Wissenschaftsverlag, Berlin 2004, ISBN 3-936072-39-6
- mit Klaus Mohnike, Peter Freisinger, Dezső Jeszenszky: Diastrophe Dysplasie und Spondyloepiphysäre Dysplasie. Diagnostik, Betreuung und Langzeitkonsequenzen. ABW Wissenschaftsverlag, 2007